# Йоганн Фрідріх II (герцог Саксонії)
Йоганн Фрідріх II Середній (нім. Johann Friedrich II. der Mittlere, 8 січня 1529 — 9 травня 1595) — герцог Саксонії в 1554—1566 роках, титулярний курфюрст Саксонії в 1554—1556 роках.

## Життєпис
Походив з Ернестинської гілки Веттінів. Старший син Йоганна Фрідріха I, курфюрста Саксонії, та Сибілли Клевської. Народився 1529 року в Торгау. Отримав гарну і різнобічну освіту. Юнаком став брати участь у засіданнях Надвірної ради (гофрату).
Після поразки й полону батька в битві під Мюльбергом в 1547 році Йоганн Фрідріх прийняв управління родинними землями. Зробивши кілька спроб організовувати боротьбу проти імператора Карла V, Йоганн Фрідріх зрештою підкорився йому.
Імператор призначив Йоганну Фрідріху та його братам річну суму в розмірі 50 000 гульденів, яку повинен був сплачувати новий саксонський курфюрст Моріц I.
Після смерті батька, який встановив у заповіті неподільність країни і спільне правління синів, в 1554 році Іоганн Фрідріх II став у взаємній згоді з братами єдиним правителем ернестинських володінь. Водночас користуючись бажанням імператора Карла V послабити представника Альбертинської лінії — Августа, отримав право на відновлення курфюрстської гідності. Проте не зміг отримати підтвердження цьому на рейхстазі. Свою резиденцію Йоганн Фрідріх II зробив Готу, а брату Йоганн Вільгельму віддав Кобург. 1555 року відбулося нове закріплення володінь за Ернестинською лінією. 1555 року одружився у Веймарі з представницею Гессенського дому, але в тому ж році вона померла від хвороби, яка перебігала з гарячкою.
До 1556 року титулював себе курфюрстом, поки новий імператор Фердинад I не скасував це право. 1558 року одружився вдруге.
Йоганн Фрідріх вступив на службу до французького короля Генріха II, якого він підтримував у походах у Франції, і отримував за це щорічний платіж в розмірі 30 тис. франків.
1563 року підтримав імперського лицаря Вільгельма фон Грумбаха, на якого було накладено імперську опалу за напад на Вюрцбург. За це також був підданий імперської опалі імператором Максиміліаном II в 1566 році. Вирок імператора виконав саксонський курфюрст Август, який захопив Готу, де було схоплено фон Грумбаха й невдовзі страчено. Після здобуття Грімменштайну близько Готи 13 квітня 1567 Йоганн Фрідріх II був схоплений військами саксонського курфюрста Августа I. Невдовзі після цього було відправлено до Відня. Засуджено до пожиттєвого ув'язнення. Володіння було передано братові Йоганн Вільгельму I. Втім той недовго володів герцогством Саксонським, оскільки вже 1572 року під тиском імператора було здійснено Ерфуртський поділ, внаслідок чого утворилися герцогства Саксен-Веймар, Саксен-Кобург і Саксен-Айзенах.
Спочатку перебував із власним двором в Вінер-Нойштадті. У 1595 році через небезпеки з боку османських загонів перейшов до замку Ламсберг в Штайрі (Верхня Австрія). Там він помер внаслідок падіння зі сходів того ж року.

## Родина
1. Дружина — Агнеса, донька ландграфа Філіппа I Гессенського.
Дітей не було.
2. Дружина — Єлизавета, донька Фрідріха III Віттельсбаха, курфюрста Пфальца.
Діти:
- Йоганн Фрідріх (1559—1560)
- Фрідріх Генріх (1563—1572);
- Йоганн Казимир (1564—1633), герцог Саксен-Кобургу
- Йоганн Ернст (1566—1638), герцог Саксен-Айзенаху